# Вербеновые
Вербе́новые (лат. Verbenáceae) — семейство двудольных растений порядка Ясноткоцветные. Травы, кустарники, изредка — деревья.

## Биологическое описание
Листья у представителей семейства большей частью супротивные. Стебли в сечении четырёхугольные.
Цветки более или менее неправильные, хотя не особенно крупные, но часто изящные и ароматные.

## Распространение и экология
Около 700 видов тёплых стран; многие в умеренных странах Южного полушария; в холодных и высоких нагорьях не растут.
В Европе имеется только один представитель рода Вербена (Verbena). Сюда же относятся род Lantana.

## Значение и применение
Многие вербеновые ценятся в садоводстве. Ценную древесину доставляет тиковое дерево, из листьев Lippia citriodora добывается вербеновое масло.

## Роды
По результатам последних филогенетических исследований ряд родов были отнесены к семейству Яснотковые (Lamiaceae), в результате чего семейство Вербеновые насчитывает приблизительно 35 родов и 1 200 видов. Авиценния (Avicennia), ранее относимая к вербеновым или выделяемая в собственное семейство Avicenniaceae, сейчас включена в семейство Акантовые (Acanthaceae).
Семейство Вербеновые содержит около 35 родов:
- Acantholippia Griseb.
- Aloysia Palau — Алоизия
- Baillonia Bocq. — Баиллония
- Bouchea Cham.
- Burroughsia Moldenke
- Casselia Nees & Mart.
- Chascanum E.Mey.

- [syn.  Plexipus Raf.]
- [syn.  Svensonia Moldenke]

- Citharexylum L. — Цитарексилум
- Coelocarpum Balf.f.
- Diostea Miers
- Dipyrena Hook.
- Duranta L. — Дуранта
- Glandularia J.F.Gmel. — Гландулярия
- Hierobotana Briq.
- Junellia Moldenke

- [syn.  Monopyrena Speg.]
- [syn.  Thryothamnus Phil.]

- Lampayo F. Phil. ex Murillo

- [syn.  Lampaya F. Phil. ex Murillo]

- Lantana L. — Лантана
- Lippia L. — Липпия[7]

- [syn.  Zapania Lam.]

- Nashia Millsp.
- Neosparton Griseb.
- Parodianthus Tronc.
- Petrea L. — Петрея
- Phyla Lour.
- Pitraea Turcz.

- [syn.  Castelia Cav.]

- Priva Adans.
- Recordia Moldenke
- Rehdera Moldenke — Редера
- Rhaphithamnus Miers

- [syn.  Poeppigia Bertero]

- Stachytarpheta Vahl — Стахитарфета
- Stylodon Raf.
- Tamonea Aubl.

- [syn.  Ghinia Schreb.]

- Ubochea Baill.
- Urbania Phil.
- Verbena L. — Вербена

- [syn.  Shuttleworthia Meisn.]

- Verbenoxylum Tronc.
- Xeroaloysia Tronc.
- Xolocotzia Miranda

Роды, ранее входившие в Вербеновые, но теперь перемещенные в семейство Яснотковые (Lamiaceae):
- Amasonia — Амасония
- Callicarpa — Красивоплодник
- Caryopteris — Кариоптерис
- Clerodendrum — Клеродендрум
- Congea
- Cornutia
- Garrettia — Гарреттия
- Gmelina — Гмелина
- Holmskioldia
- Hymenopyramis
- Oxera
- Premna
- Schnabelia
- Sphenodesme
- Symphorema
- Tectona — Тиковое дерево
- Tsoongia
- Vitex — Витекс